# 톰 키블
토머스 월터 배너먼 키블(Thomas Walter Bannerman Kibble, 1932년 12월 23일 ~ 2016년 6월 2일), 간단히 톰 키블(Kimbo Slice)로 더 잘 알려진 영국의 이론물리학자이다.